# Tipulide
Tipulidele (Tipulidae) sau țânțăroii, sunt o familie de insecte diptere nematocere asemănătoare cu niște "țânțari giganți", dar nu înțeapă animalele și oamenii, care au un corp subțire și lung, două aripi lungi și picioare foarte lungi și subțiri și trăiesc de obicei în locuri umede sau umbroase. Sunt cele mai mari nematocere, putând avea anvergura de 10 cm. Familia cuprinde peste 4000 de specii, grupate în 3 subfamilii: Ctenophorinae, Dolichopezinae și Tipulinae. Au un articol apical al antenei caracteristic, care are forma unui flagel și este mai lung decât celelalte articole bazale ale antenei luate împreună. Antenele la mascul sunt pectinate, iar la femelă simple la subfamilia Ctenophorinae și nepectinate sau dințate ca ferăstrăul la subfamilia Dolichopezinae și Tipulinae. 
Adulții, în general, nu se hrănesc. Câteva specii au o trompă lungă, care le permite, probabil, să se hrănească cu nectar.
Larvele se dezvoltă în sol sau în apă, adesea sunt fitofage (Tipula etc), unele sunt răpitoare în apă dulce (Hexatoma) sau se hrănesc cu materii organice în descompunere.  Larvele de tipulide provoacă adesea pagube mari culturilor de cereale, cărora le rod rădăcinile. Pășunile apar cu pete întinse îngălbenite, acolo unde au fost atacate de acești dăunători. 

## Sistematica

Diversitatea globală a tipulidelor

Familia tipulide cuprinde peste 4000 de specii grupate în 115 genuri și 3 subfamilii.
- Subfamilia Ctenophorinae
  - Ctenophora Meigen, 1803
  - Dictenidia Brulle, 1833
  - Phoroctenia Coquillett, 1910
  - Pselliophora Osten Sacken, 1887
  - Tanyptera Latreille, 1804
- Subfamilia Dolichopezinae
  - Dolichopeza Curtis, 1825
- Subfamilia Tipulinae
  - Acracantha Skuse, 1890
  - Angarotipula Savchenko, 1961
  - Austrotipula Alexander, 1920
  - Brachypremna Osten Sacken, 1887
  - Brithura Edwards, 1916
  - Clytocosmus Skuse, 1890
  - Elnoretta Alexander, 1929
  - Euvaldiviana Alexander, 1981
  - Goniotipula Alexander, 1921
  - Holorusia Loew, 1863
  - Hovapeza Alexander, 1951
  - Hovatipula Alexander, 1955
  - Idiotipula Alexander, 1921
  - Indotipula Edwards, 1931
  - Ischnotoma Skuse, 1890
  - Keiseromyia Alexander, 1963
  - Leptotarsus Guerin-Meneville, 1831
  - Macgregoromyia Alexander, 1929
  - Megistocera Wiedemann, 1828
  - Nephrotoma Meigen, 1803
  - Nigrotipula Hudson & Vane-Wright, 1969
  - Ozodicera Macquart, 1834
  - Platyphasia Skuse, 1890
  - Prionocera Loew, 1844
  - Prionota van der Wulp, 1885
  - Ptilogyna Westwood, 1835
  - Scamboneura Osten Sacken, 1882
  - Sphaerionotus de Meijere, 1919
  - Tipula Linnaeus, 1758, 1758
  - Tipulodina Enderlein, 1912
  - Valdiviana Alexander, 1929
  - Zelandotipula Alexander, 1922

## Specii din România
În România sunt descrise 132 specii 
- Ctenophora (Cnemoncosis) fastuosa  Loew, 1871
- Ctenophora (Cnemoncosis) festiva  Meigen, 1804
- Ctenophora (Cnemoncosis) ornate  Meigen, 1818
- Ctenophora (Ctenophora) elegans  Meigen, 1818
- Ctenophora (Ctenophora) flaveolata  (Fabricius, 1794)
- Ctenophora (Ctenophora) guttata  Meigen, 1818
- Ctenophora (Ctenophora) pectinicornis  (Linnaeus, 1758)
- Dictenidia bimaculata  (Linnaeus, 1760)
- Dolichopeza (Dolichopeza) albipes  (Strom, 1768)
- Nephrotoma aculeate  (Loew, 1871)
- Nephrotoma analis  (Schummel, 1833)
- Nephrotoma appendiculata appendiculata  (Pierre, 1919)
- Nephrotoma cornicina cornicina  (Linnaeus, 1758)
- Nephrotoma crocata crocata  (Linnaeus, 1758)
- Nephrotoma croceiventris lindneri  (Mannheims, 1951)
- Nephrotoma dorsalis  (Fabricius, 1781)
- Nephrotoma flavescens  (Linnaeus, 1758)
- Nephrotoma flavipalpis  (Meigen, 1830)
- Nephrotoma guestfalica guestfalica  (Westhoff, 1879)
- Nephrotoma lamellata lamellate  (Riedel, 1910)
- Nephrotoma lunulicornis  (Schummel, 1833)
- Nephrotoma pratensis pratensis  (Linnaeus, 1758)
- Nephrotoma quadrifaria quadrifaria  (Meigen, 1804)
- Nephrotoma quadristriata  (Schummel, 1833)
- Nephrotoma scalaris scalaris  (Meigen, 1818)
- Nephrotoma scurra  (Meigen, 1818)
- Nephrotoma submaculosa  Edwards, 1928
- Nephrotoma tenuipes  (Riedel, 1910)
- Nigrotipula nigra nigra  (Linnaeus, 1758)
- Prionocera chosenicola  Alexander, 1945
- Tanyptera (Tanyptera) atrata atrata  (Linnaeus, 1758)
- Tipula (Acutipula) balcanica  Vermoolen, 1983
- Tipula (Acutipula) bosnica  Strobl, 1898
- Tipula (Acutipula) fulvipennis  De Geer, 1776
- Tipula (Acutipula) latifurca  Vermoolen, 1983
- Tipula (Acutipula) luna  Westhoff, 1879
- Tipula (Acutipula) tenuicornis  Schummel, 1833
- Tipula (Acutipula) vittata  Meigen, 1804
- Tipula (Beringotipula) unca unca  Wiedemann, 1817
- Tipula (Dendrotipula) flavolineata  Meigen, 1804
- Tipula (Emodotipula) obscuriventris  Strobl, 1900
- Tipula (Lunatipula) affinis  Schummel, 1833
- Tipula (Lunatipula) alpina  Loew, 1873
- Tipula (Lunatipula) bispina  Loew, 1873
- Tipula (Lunatipula) cinerascens  Loew, 1873
- Tipula (Lunatipula) circumdata  Siebke, 1863
- Tipula (Lunatipula) decolor  Mannheims, 1963
- Tipula (Lunatipula) engeli  Theowald, 1957
- Tipula (Lunatipula) fascingulata  Mannheims, 1966
- Tipula (Lunatipula) fascipennis  Meigen, 1818
- Tipula (Lunatipula) fuscicosta  Mannheims, 1954
- Tipula (Lunatipula) helvola  Loew, 1873
- Tipula (Lunatipula) heros  Egger, 1863
- Tipula (Lunatipula) humilis  Staeger, 1840
- Tipula (Lunatipula) istriana  Erhan and Theowald, 1961
- Tipula (Lunatipula) laetabilis  Zetterstedt, 1838
- Tipula (Lunatipula) limitata  Schummel, 1833
- Tipula (Lunatipula) livida livida  van der Wulp, 1859
- Tipula (Lunatipula) lunata  Linnaeus, 1758
- Tipula (Lunatipula) macroselene macroselene  Strobl, 1893
- Tipula (Lunatipula) mellea  Schummel, 1833
- Tipula (Lunatipula) pannonia pannonia  Loew, 1873
- Tipula (Lunatipula) peliostigma peliostigma  Schummel, 1833
- Tipula (Lunatipula) recticornis  Schummel, 1833
- Tipula (Lunatipula) rufula  Mannheims and Theowald, 1959
- Tipula (Lunatipula) soosi soosi  Mannheims, 1954
- Tipula (Lunatipula) truncata truncata  Loew, 1873
- Tipula (Lunatipula) vernalis  Meigen, 1804
- Tipula (Lunatipula) verrucosa verrucosa  Pierre, 1919
- Tipula (Mediotipula) sarajevensis  Strobl, 1898
- Tipula (Mediotipula) siebkei  Zetterstedt, 1852
- Tipula (Mediotipula) stigmatella  Schummel, 1833
- Tipula (Odonatisca) nodicornis nodicornis  Meigen, 1818
- Tipula (Platytipula) luteipennis luteipennis  Meigen, 1830
- Tipula (Pterelachisus) austriaca  (Pokorny, 1887)
- Tipula (Pterelachisus) crassicornis  Zetterstedt, 1838
- Tipula (Pterelachisus) crassiventris  Riedel, 1913
- Tipula (Pterelachisus) irrorata  Macquart, 1826
- Tipula (Pterelachisus) luridorostris  Schummel, 1833
- Tipula (Pterelachisus) neurotica  Mannheims, 1966
- Tipula (Pterelachisus) pabulina  Meigen, 1818
- Tipula (Pterelachisus) pauli  Mannheims, 1964
- Tipula (Pterelachisus) plitviciensis  Simova, 1962
- Tipula (Pterelachisus) pontica  Savchenko, 1964
- Tipula (Pterelachisus) pseudoirrorata  Goetghebuer, 1921
- Tipula (Pterelachisus) pseudocrassiventris  Theowald, 1980
- Tipula (Pterelachisus) pseudovariipennis  Czizek, 1912
- Tipula (Pterelachisus) pseudopruinosa  Strobl, 1895
- Tipula (Pterelachisus) submarmorata  Schummel, 1833
- Tipula (Pterelachisus) truncorum  Meigen, 1830
- Tipula (Pterelachisus) varipennis  Meigen, 1818
- Tipula (Savtshenkia) alpha  de Jong, 1994
- Tipula (Savtshenkia) alpium  Bergroth, 1888
- Tipula (Savtshenkia) benesignata  Mannheims, 1954
- Tipula (Savtshenkia) cheethami  Edwards, 1924
- Tipula (Savtshenkia) eleonorae  Theischinger, 1978
- Tipula (Savtshenkia) gimmerthali gimmerthali  Lackschewitz, 1925
- Tipula (Savtshenkia) goriziensis  Strobl, 1893
- Tipula (Savtshenkia) grisescens  Zetterstedt, 1851
- Tipula (Savtshenkia) interserta  Riedel, 1913
- Tipula (Savtshenkia) invenusta subinvenusta  Slipka, 1950
- Tipula (Savtshenkia) limbata  Zetterstedt, 1838
- Tipula (Savtshenkia) obsoleta  Meigen, 1818
- Tipula (Savtshenkia) rufina rufina  Meigen, 1818
- Tipula (Savtshenkia) signata  Staeger, 1840
- Tipula (Savtshenkia) simulans  Savchenko, 1966
- Tipula (Savtshenkia) subnodicornis  Zetterstedt, 1838
- Tipula (Savtshenkia) subsignata subsignata  Lackschewitz, 1933
- Tipula (Schummelia) variicornis variicornis  Schummel, 1833
- Tipula (Schummelia) zonaria  Goetghebuer, 1921
- Tipula (Tipula) italica errans  Theowald, 1984
- Tipula (Tipula) oleracea  Linnaeus, 1758
- Tipula (Tipula) orientalis  Lackschewitz, 1930
- Tipula (Tipula) paludosa  Meigen, 1830
- Tipula (Tipula) subcunctans  Alexander, 1921
- Tipula (Vestiplex) excisa carpatica  Erhan and Theowald, 1961
- Tipula (Vestiplex) hemiptera hemiptera  Mannheims, 1953
- Tipula (Vestiplex) hortorum  Linnaeus, 1758
- Tipula (Vestiplex) montana montana  Curtis, 1834
- Tipula (Vestiplex) nubeculosa  Meigen, 1804
- Tipula (Vestiplex) pallidicosta pallidicosta  Pierre, 1924
- Tipula (Vestiplex) scripta scripta  Meigen, 1830
- Tipula (Yamatotipula) caesia  Schummel, 1833
- Tipula (Yamatotipula) coerulescens  Lackschewitz, 1923
- Tipula (Yamatotipula) couckei  Tonnoir, 1921
- Tipula (Yamatotipula) lateralis  Meigen, 1804
- Tipula (Yamatotipula) marginella  Theowald, 1980
- Tipula (Yamatotipula) montium  Egger, 1863
- Tipula (Yamatotipula) pierrei  Tonnoir, 1921
- Tipula (Yamatotipula) pruinosa pruinosa  Wiedemann, 1817
- Tipula (Yamatotipula) quadrivittata quadrivittata  Staeger, 1840
- Tipula (Yamatotipula) submontium  Theowald and Oosterbroek, 1981